# Прибужье Старое (посёлок)
Прибужье Старое (бел. Старое Прыбужжа) — посёлок в составе Михеевского сельсовета Дрибинского района Могилёвской области Республики Беларусь.

## Население
- 1999 год — 52 человека
- 2010 год — 34 человека

## Знаменитые земляки
- Шапавалов Иван Павлович - заслуженный рационализатор БССР